# Snow Hill (Karolina Północna)
Snow Hill – miasto w Stanach Zjednoczonych, w stanie Karolina Północna, siedziba administracyjna hrabstwa Greene.